# Papilio nephelus
Espèce
Papilio nephelus ou Hélène noire et blanche est une espèce de lépidoptères (papillons) de la famille des Papilionidae. L'espèce est présente en Asie du Sud-Est. 

## Description

### Imago
L'adulte mesure entre 8 et 12 cm d'envergure. À l'avers les ailes antérieures sont noires et peuvent présenter une bande blanche dans la partie haute de l'aile. Les ailes postérieures ont des queues et sont noires avec une large macule blanche. Au revers les ailes antérieures sont noires ou marron foncé et portent une bande blanche si l'avers en porte également, les ailes postérieures portent une large macule blanche. Chez la sous-espèce P. nephelus chaon les ailes postérieures portent également des lunules ocre dans la partie marginale.   

Le corps est noir chez les deux sexes, avec des macules et des rayures blanches sur la tête, le ventre et les flancs.  

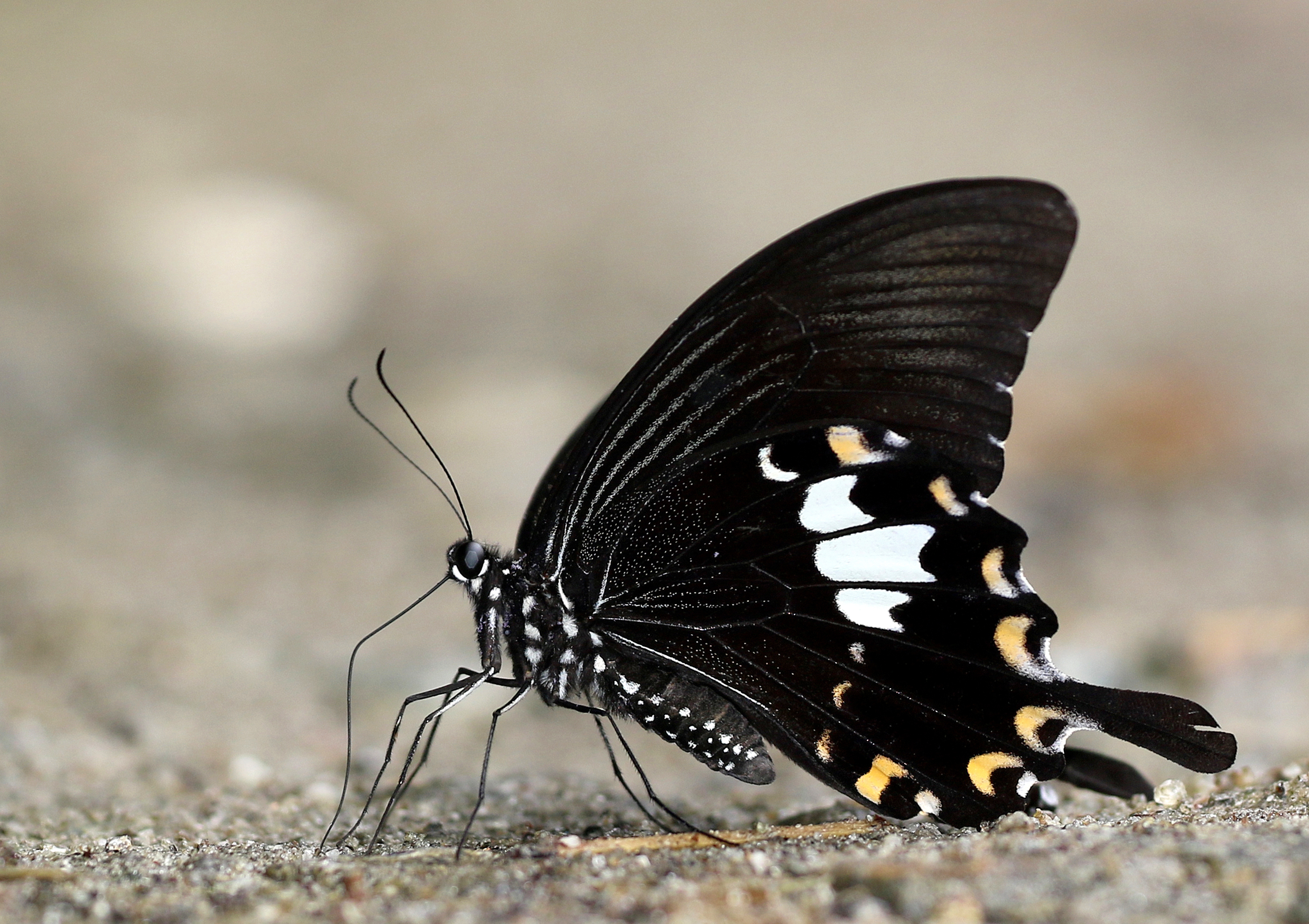
Papilio nephelus chaon avec les ailes repliées.
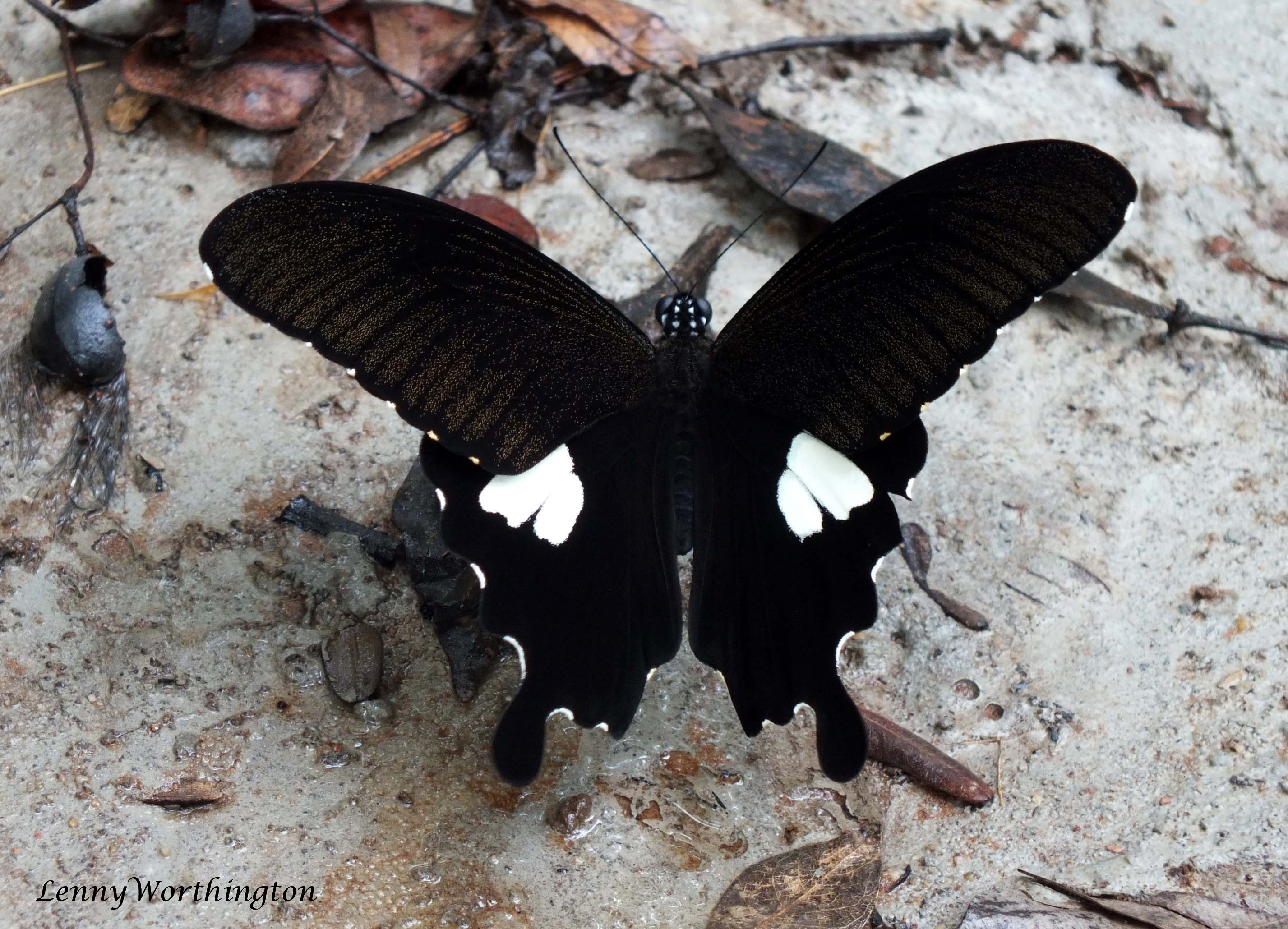
Papilio nephelus chaon, vue dorsale.
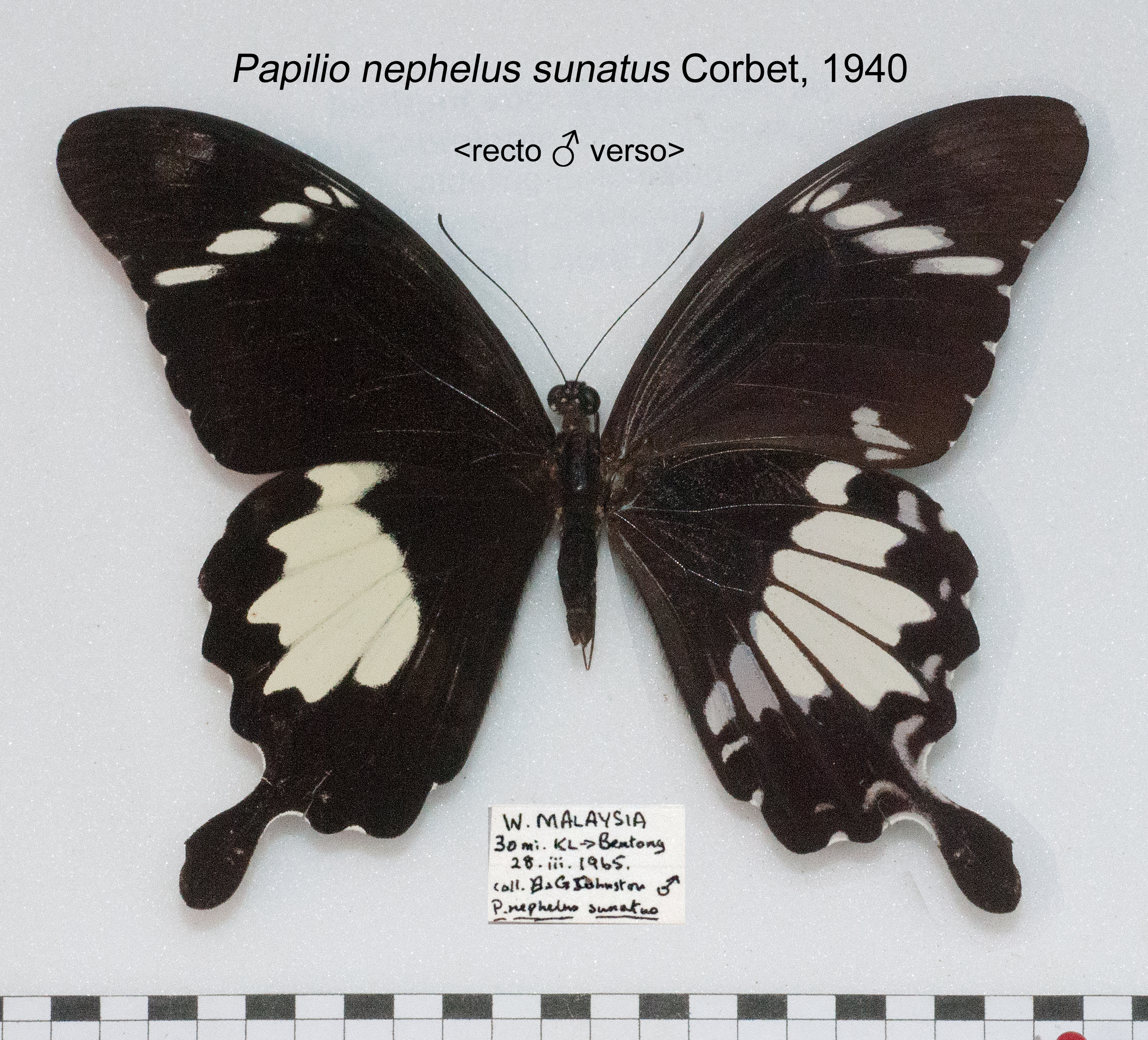
Papilio nephelus sunatus, recto et verso.
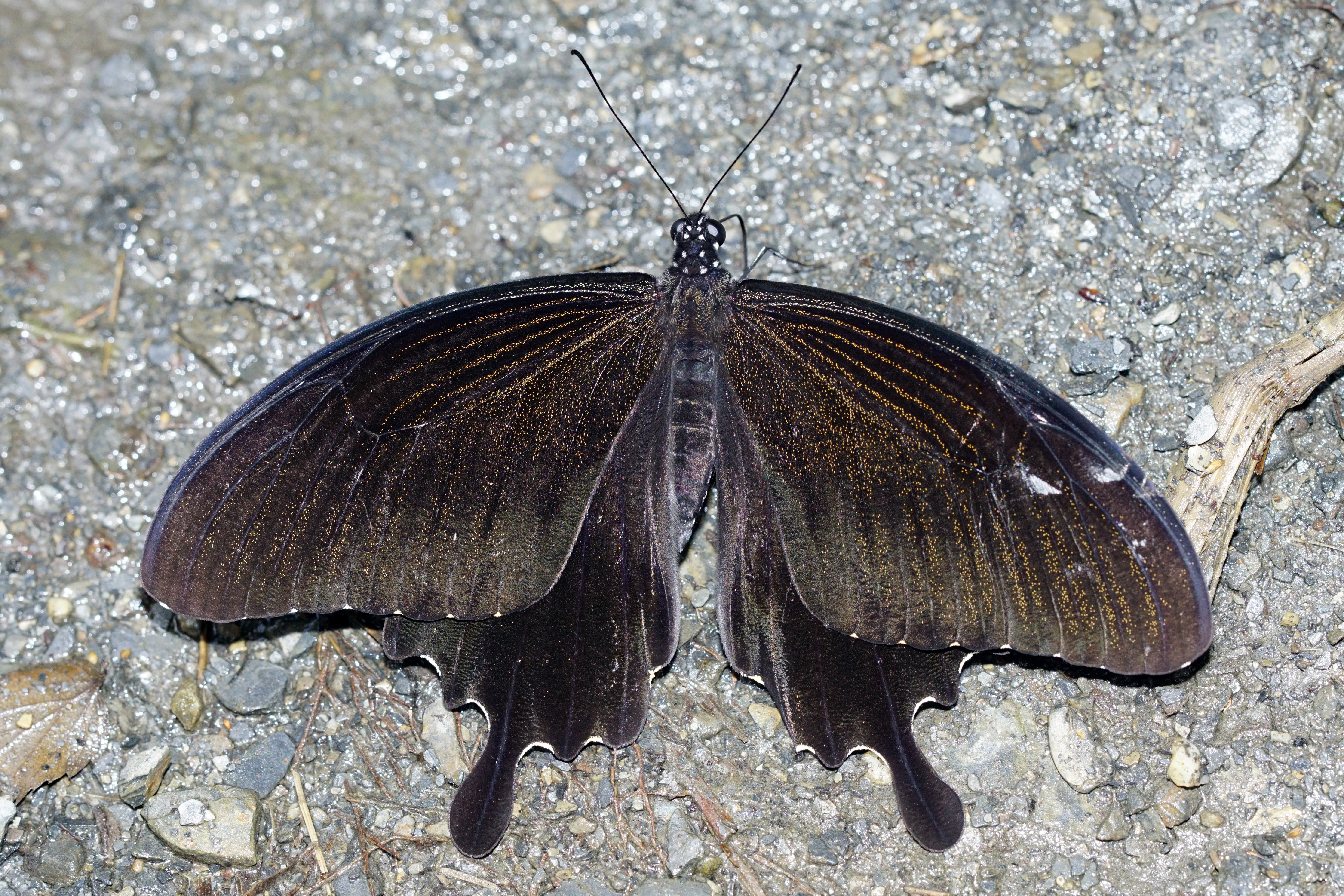
Papilio nephelus chaonulus au repos, les ailes apparaissent entièrement noires.
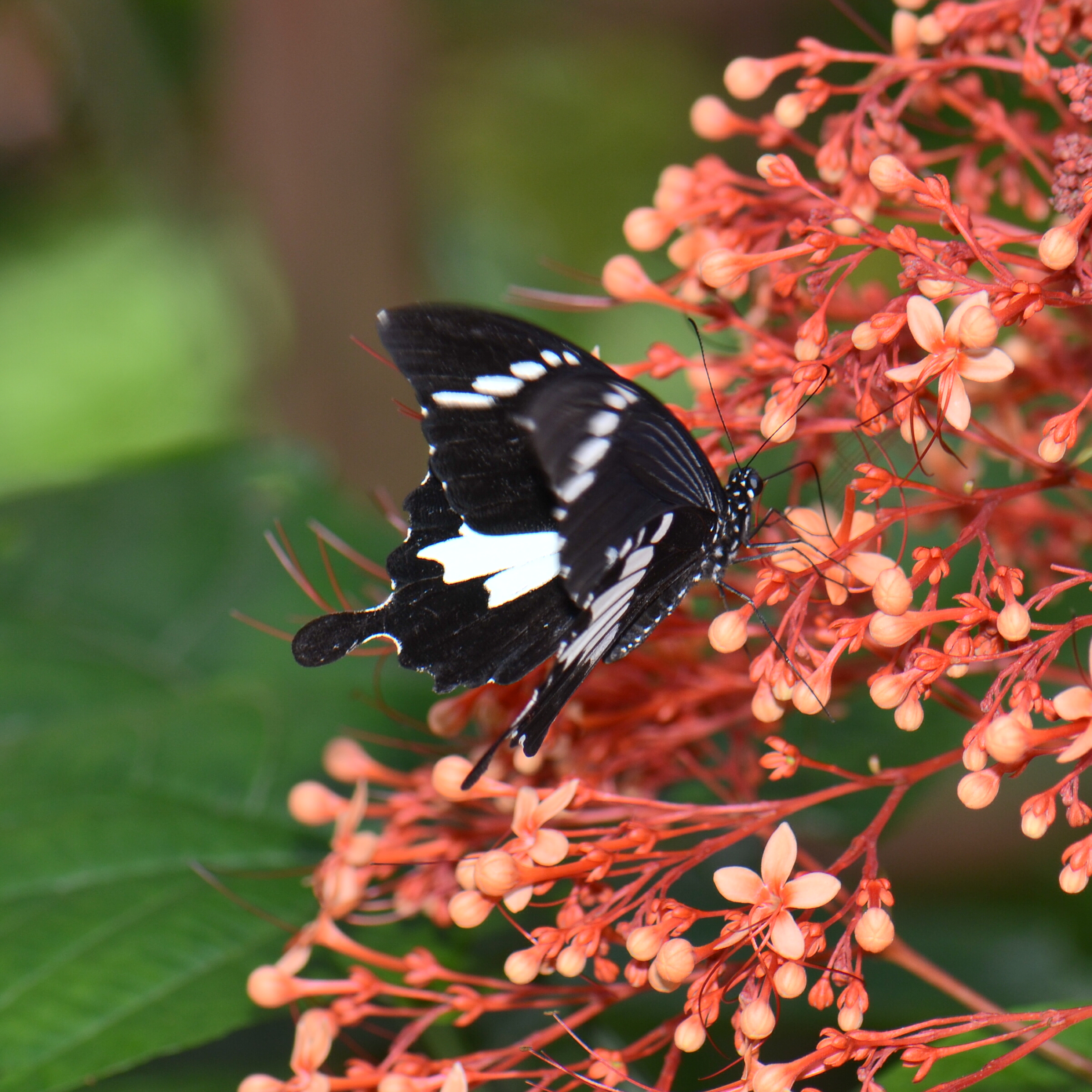
Black and white Helen (Papilio nephelus sunatus ?)

### Juvéniles
Les œufs sont lisses et sphériques. Les chenilles jusqu'au 4e stade sont luisantes, orange, marron et blanches et imitent une fiente d'oiseau. Elles portent des épines barbelées qui se réduisent à chaque stade et disparaissent complètement au dernier stade. Au dernier stade les chenilles sont vertes avec le ventre beige-gris, elles portent des bandes beige et gris sur le corps. L'avant du corps est renflé avec des ocelles de chaque côté ce qui permet à la chenille d'imiter une tête de serpent. La chrysalide peut être verte ou présenter des nuances de vert, blanc et marron. Elle est très arquée, porte des cornes sur la tête et une bosse pointue sur le dos.

## Écologie
La femelle pond ses œufs isolément sur Zanthoxylum rhetsa, un arbre de la famille des Rutacées. Les chenilles consomment les feuilles de la plante-hôte et passent par cinq stades. Comme tous les Papilionides elles portent derrière la tête un osmeterium fourchu qu'elles déploient quand elles se sentent menacées et qui dégage une odeur malodorante. 
Les chenilles se changent en chrysalide sur une branche. La chrysalide est maintenue à la verticale par une ceinture de soie. 

## Habitat et répartition
Papilio nephelus vit dans les forêts tropicales humides. L'espèce est présente dans le Nord-Est de l'Inde, en Indochine, dans le Sud de la Chine, à Taïwan et en Indonésie.

## Systématique
L'espèce Papilio nephelus a été décrite pour la première fois en 1836 par Jean-Baptiste Alphonse Dechauffour de Boisduval dans son Histoire Naturelle des Insectes à partir d'un spécimen collecté à Célèbes (Indonésie).

### Sous-espèces
- P. nephelus nephelus
- P. nephelus annulus
- P. nephelus chaon
- P. nephelus albolineatus
- P. nephelus uranus
- P. nephelus ducenarius
- P. nephelus siporanus
- P. nephelus tellonus
- P. nephelus sunatus

## Papilio nepheluset l'Homme

### Nom vernaculaire
L'espèce est appelée "Black and white Helen" ou "Banded Helen" en anglais, la sous-espèce P. nephelus chaon est appelée "Yellow Helen".

### Menaces et conservation
L'espèce n'est pas évaluée par l'UICN. En 1985 elle était considérée comme commune et non menacée. 